# Haliplogeton monias
Haliplogeton monias är en stekelart som beskrevs av De Santis 1964. Haliplogeton monias ingår i släktet Haliplogeton och familjen puppglanssteklar. Inga underarter finns listade i Catalogue of Life.